# Sidastrum tehuacanum
Sidastrum tehuacanum (лат.) — вид двудольных растений рода Sidastrum семейства Мальвовые (Malvaceae). Впервые описан американским ботаником Таунсендом Ститом Брэнджи под таксономическим названием Sida tehuacana Brandegeebasionym; перенесён в состав рода Sidastrum Полом Арнольдом Фрикселлом в 1978 году.

## Распространение
Эндемик долины Теуакан-Куикатлан в мексиканских штатах Оахака и Пуэбла.

## Ботаническое описание
Прямостоячие травы или полукустарники высотой около 1 м с рассеянно-опушёнными неветвистыми стеблями.
Листья яйцевидные, с сердцевидным основанием, с зубчатым краем, длиной 2—4 см.
Цветки розовые либо фиолетовые, собраны в кисти в пазухах верхних листьев, образующие метёлку. Чашечка опушённая.
Плоды опушённые, диаметром 4 мм.